# Summertime (canción de My Chemical Romance)
«Summertime» es una balada de la banda estadounidense de rock My Chemical Romance. Es la decimoprimera pista de su álbum Danger days: the true lives of the Fabulous Killjoys, publicado en 2010.
Dan Martin, de la revista NME, la llamó «una fantástica y gran canción pop con un irresistible esplendor de Hall & Oates», y sugirió también que su coro podría ser el más memorable del álbum. Mikael Wood, de www.spin.com, comentó que «con sus guitarras new wave y delicados destellos de sintetizadores, “Summertime” podría pasar por algo del último álbum de Coldplay», y la calificó como la mejor canción del álbum.
El vocalista de la banda, Gerard Way, ha comentado que la canción comenzó a partir de un riff en el que Mikey Way había estado trabajando desde hace tiempo, y que la banda continuamente retomaba. Way ha destacado que la canción supone que no hay reglas para la banda: «Podemos tener una canción suave en el álbum; podemos tener una canción new wave en el álbum».
Acerca de la letra de «Summertime», Way ha dicho que «es la canción para la que Rob me pidió que fuera realmente profundo y realmente personal; me dijo: “Has estado hablando sobre tus visiones acerca del mundo y sobre cómo te sientes sobre las cosas, pero escuchemos algo sobre tu vida personal”». Ha especificado que «definitivamente es sobre el verano que pasamos en el Projekt Rev y sobre conocer a Lindsey. Es también, en un sentido relativo, sobre ser un niño y subir el volumen de tus auriculares para esconder el ruido desagradable y luego conocer a la gente que hace que no necesites hacer eso y poder quitártelos, que es lo que ocurre cuando encuentras a esa persona perfecta que hace que el ruido se vaya, lo que es realmente genial».